# Mark Foster
Mark Foster (nacido el 12 de mayo de 1970 en Billericay, Reino Unido) es un ex nadador británico que se especializado en estilo libre y en estilo mariposa. Fue campeón del mundo en 50 metros libres en los años 1993, 1999, 2000 y 2004.
En 2008 fue elegido abanderado de equipo de Gran Bretaña en los Juegos Olímpicos de Pekín.

## Palmarés internacional
| Campeonato Mundial de Natación                  | Campeonato Mundial de Natación | Campeonato Mundial de Natación | Campeonato Mundial de Natación |
| Año                                             | Lugar                          | Medalla                        | Prueba                         |
| ----------------------------------------------- | ------------------------------ | ------------------------------ | ------------------------------ |
| 2001                                            | Fukuoka (Japón)                | Medalla de bronce              | 50 m mariposa                  |
| 2003                                            | Barcelona (España)             | Medalla de plata               | 50 m libre                     |
| Campeonato Mundial de Natación en Piscina Corta |                                |                                |                                |
| Año                                             | Lugar                          | Medalla                        | Prueba                         |
| 1993                                            | Palma de Mallorca (España)     | Medalla de oro                 | 50 m libres                    |
| 1993                                            | Palma de Mallorca (España)     | Medalla de bronce              | 4 × 100 m estilos              |
| 1997                                            | Gotemburgo (Suecia)            | Medalla de plata               | 50 m libres                    |
| 1997                                            | Gotemburgo (Suecia)            | Medalla de bronce              | 4 × 100 m estilos              |
| 1999                                            | Hong Kong (China)              | Medalla de oro                 | 50 m libres                    |
| 1999                                            | Hong Kong (China)              | Medalla de oro                 | 50 m mariposa                  |
| 2000                                            | Atenas (Grecia)                | Medalla de oro                 | 50 m libres                    |
| 2000                                            | Atenas (Grecia)                | Medalla de oro                 | 50 m mariposa                  |
| 2002                                            | Moscú (Rusia)                  | Medalla de bronce              | 50 m mariposa                  |
| 2002                                            | Moscú (Rusia)                  | Medalla de plata               | 50 m libres                    |
| 2004                                            | Indianápolis (Estados Unidos)  | Medalla de oro                 | 50 m libres                    |
| 2004                                            | Indianápolis (Estados Unidos)  | Medalla de plata               | 50 m mariposa                  |
| 2008                                            | Mánchester (Reino Unido)       | Medalla de plata               | 50 m libres                    |
| Campeonato Europeo de Natación                  |                                |                                |                                |
| Año                                             | Lugar                          | Medalla                        | Prueba                         |
| 1993                                            | Sheffield (Reino Unido)        | Medalla de bronce              | 4 × 100 m estilos              |
| 1997                                            | Sevilla (España)               | Medalla de plata               | 50 m libres                    |
| 1999                                            | Estambul (Turquía)             | Medalla de bronce              | 50 m mariposa                  |
| 2000                                            | Helsinki (Finlandia)           | Medalla de bronce              | 50 m mariposa                  |
| Campeonato Europeo de Natación en Piscina Corta |                                |                                |                                |
| Año                                             | Lugar                          | Medalla                        | Prueba                         |
| 2000                                            | Valencia (España)              | Medalla de oro                 | 50 m mariposa                  |
| 2000                                            | Valencia (España)              | Medalla de plata               | 50 m libres                    |
| 2000                                            | Valencia (España)              | Medalla de bronce              | 4 × 50 m libres                |
| 2005                                            | Trieste (Italia)               | Medalla de bronce              | 4 × 50 m libres                |
| 2005                                            | Trieste (Italia)               | Medalla de bronce              | 4 × 50 m estilos               |
| 2005                                            | Trieste (Italia)               | Medalla de oro                 | 50 m libres                    |
| 2005                                            | Trieste (Italia)               | Medalla de plata               | 50 m mariposa                  |

| Predecesor: Kate Howey Atenas 2004 | Abanderado del Reino Unido en los JJ. OO. de verano Beijing 2008 | Sucesor: Chris Hoy Londres 2012 |